# W15 Lima
El W15 Lima es una serie de eventos de tenis femenino que se lleva a cabo en la ciudad de Lima, Perú. Durante el 2019 se jugó a mediados de año en el mes de julio y fue el primer torneo femenino perteneciente al ITF World Tennis Tour jugado en Perú en dicho año. El torneo se desarrolla sobre tierra batida, en la canchas del Club de Regatas Lima Filial San Antonio.

## Palmarés

### Individual femenino
| Año  | Edición | Campeona        | Finalista        | Marcador      |
| ---- | ------- | --------------- | ---------------- | ------------- |
| 2019 | I       | Catalina Pella  | Lara Escauriza   | 4-6, 6-3, 6-4 |
| 2019 | II      | Noelia Zeballos | Nadia Echeverria | 6-3, 6-1      |

### Dobles femenino
| Año  | Edición | Campeonas                        | Finalistas                      | Marcador         |
| ---- | ------- | -------------------------------- | ------------------------------- | ---------------- |
| 2019 | I       | Madeleine Kobelt Anna Makhorkina | Nadia Echeverria Lara Escauriza | 7-5, 2-6, [10-4] |
| 2019 | II      | Fernanda Labraña Camila Romero   | Nadia Echeverria Diana Mihail   | 6-2, 6-4         |